# Tomislav Hohnjec
Tomislav Hohnjec (Zagreb, 13. studenog 1979.) bio je hrvatski kajakaš i kanuist na divljim vodama, europski i trostruki svjetski momčadski prvak. Kao član Kanu kluba Končar i hrvatske reprezentacije natjecao se u slalomu i spustu.
Ubraja se među najbolje hrvatske kanuiste i kajakaše na divljim vodama.

## Životopis
Rođen je u Zagrebu 1979. godine. Kajak i kanu počinje trenirati u dobi od 12 godina, na poziv školskog prijatelja.
Tijekom karijere osvojio je sve što se moglo osvojiti: 2000. postaje pobjednik Svjetskog kupa i momčadski svjetski prvak, 2001. europski doprvak, 2002. svjetski doprvak i momčadski svjetski prvak. Treći naslov svjetskog momčadsko prvaka osvojio je 2004., zajedno s Tomislavom Lepanom i Igorom Gojićem. Iste godine bio je proglašen najboljim športašem Grada Zagreba.
Najveće uspjehe ostvario je s Tomislavom Crnkovićem. Velike zasluga za svoje uspjehe pripisivao je Tomislavu Krsniku i Dubravku Matanoviću.
Četverostruki je pobjednik Memorijalne utrke "Tibor Šaramo" na rijeci Savi.